# Euroliga 2006./07. (kuglači)
Euroliga 2006/07. je bilo europsko športsko klupsko natjecanje u kojem su sudjelovali najbolji europski kuglački klubovi.

## Završni turnir
Završni turnir se odigrao u Podbrezovoj u Slovačkoj, 31. ožujka i 1. travnja 2007.

Sudionici su bili hrvatski klubovi "Konikom-Osijek" i "Zadar" te mađarski "Szeged" i njemački "Zerbst".
- poluzavršnica

31. ožujka

 Konikom-Osijek -  Szeged 7:1

 Zadar -  Zerbst 5:3
- završnica

1. travnja

 Zadar -  Konikom-Osijek 6:2
Kuglači hrvatskog "Zadra" su europski prvaci za 2006/07.